# カールスルーエ・シュタットバーン
カールスルーエ・シュタットバーン（ドイツ語: Stadtbahn Karlsruhe）は、ドイツの都市・カールスルーエを中心に各都市・各地域を結ぶ通勤・近郊鉄道網の総称。カールスルーエの路面電車であるカールスルーエ市電がドイツ鉄道の鉄道路線へ直通するトラムトレインと呼ばれる運行形態の草分けとして知られており、線路長600 km以上にも及ぶ路線網は「カールスルーエ・モデル（ Karlsruher Modell）」とも呼ばれている。

## 歴史

### アルブタール鉄道の近代化
1898年に開通したアルブタール鉄道は、ドイツの都市・カールスルーエとエットリンゲン、バート・ヘレンアルプ、プフォルツハイムなどの郊外地域を結ぶ鉄道路線である。第二次世界大戦による荒廃から復興した1950年代、この路線の老朽化が大きな課題となり、今後に向けた様々な案が出されるようになった。中には鉄道を廃止し路線バスやトロリーバスへ置き換えるというものもあったが、輸送力や利便性の維持などの観点から最終的に軌間を従来の1,000 mm（狭軌）から1,435 mm（標準軌）へ転換した上で、カールスルーエ市内を走る路面電車網（カールスルーエ市電）と直通運転を行う事が決定した。

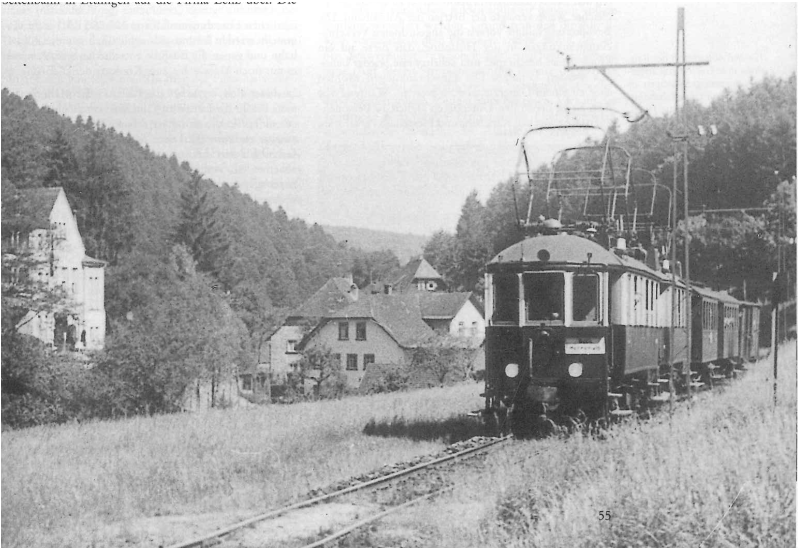
狭軌時代のアルブタール鉄道（1940年撮影）

それに先立つ1956年、バーデン＝ヴュルテンベルク州はアルブタール鉄道の運営組織から路線を買収し、同州やカールスルーエ市、エットリンゲン市を始めとした沿線自治体が資金を出し合う形で新たな運営組織「アルブタール交通」（Albtal Verkehrs Gesellschaft、AVG）が設立された後、1957年4月に同社へアルブタール鉄道の運営権が移管された。そして、直流750 Vの電化、改軌後に使用する新型電車の導入などの工程を経て、1958年に最初の区間となるリュープルアーまでの路線が営業運転を開始し、以降は順次メーターゲージ区間の改軌が実施された。最後に改軌が行われたのはブーゼンバッハから分岐しイッタースバッハへ向かう支線で、1966年に途中のランゲンシュタインバッハまでの路線が改軌され、それ以降の区間はメーターゲージの路線を廃止し路線バスに一時置き換えた上で新規路線の敷設を含めた工事を進め1975年に全線の改軌が完了した。

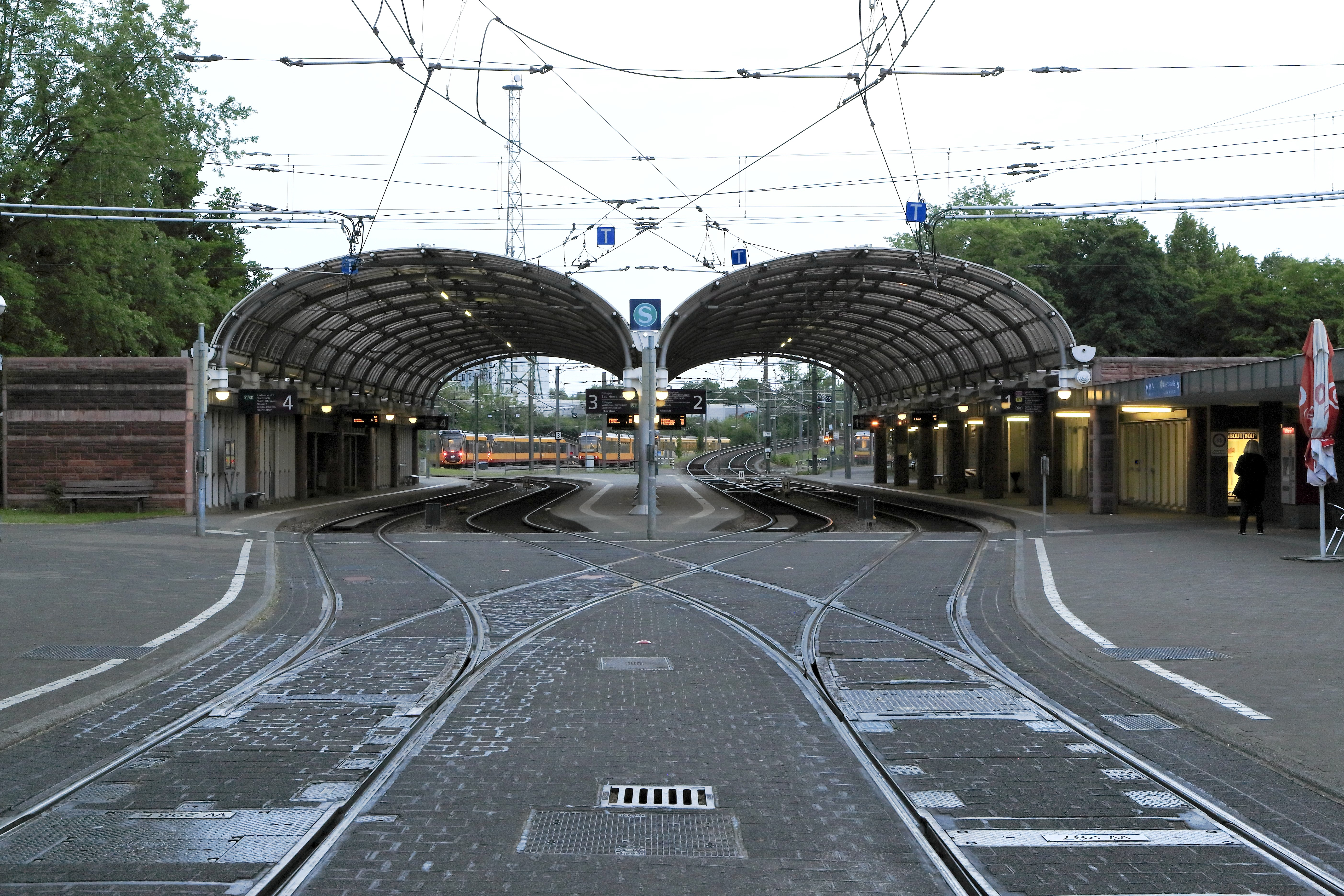
アルブタール鉄道との接点・アルブタール中央駅（Albtalbahnhof）（2018年撮影）
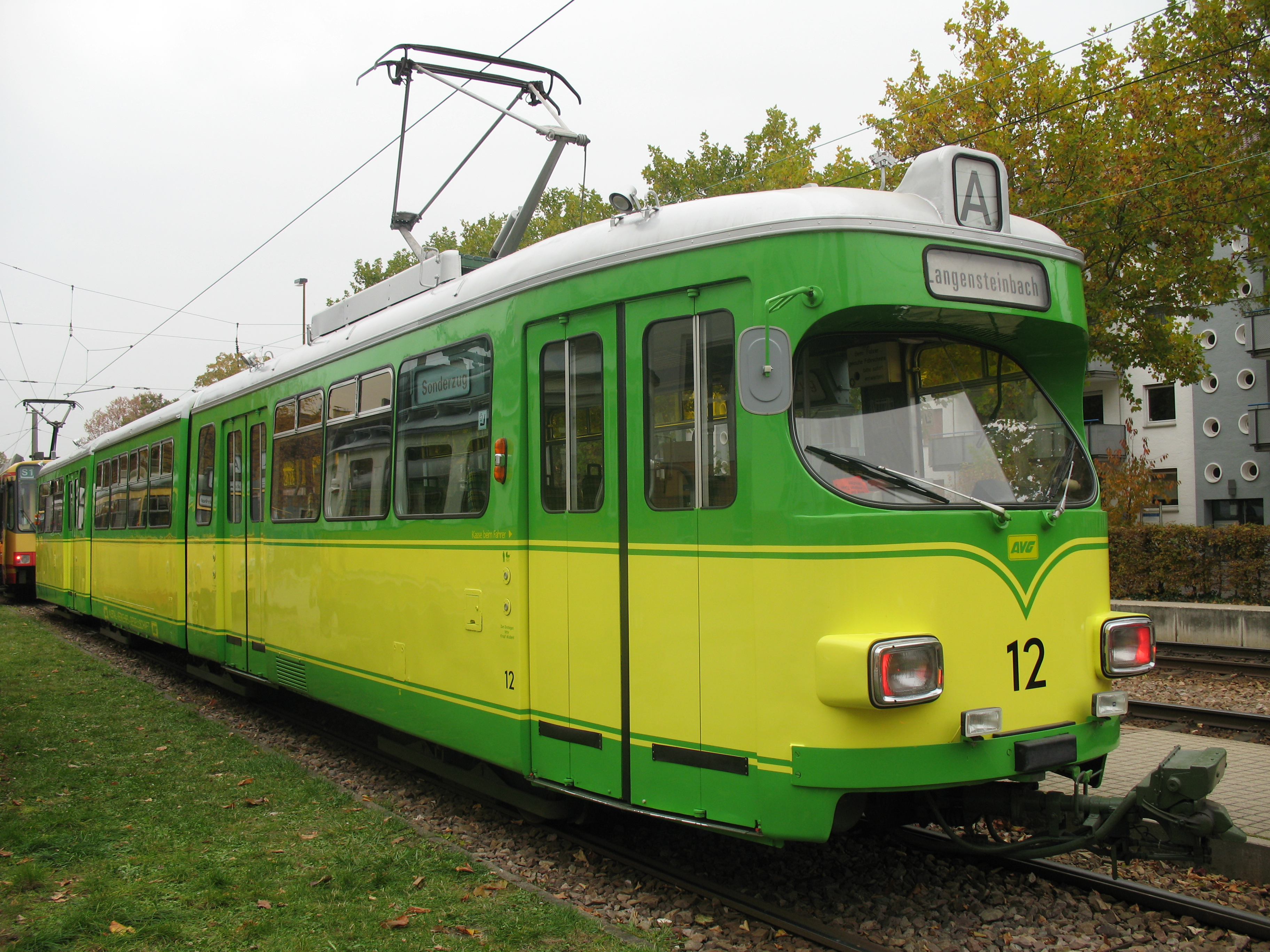
初期に導入された車両の一部は保存されている（2007年撮影）

### ノイロイトへの延伸
1970年代、アルブタール交通との相互直通運転に続いて、カールスルーエ市ではカールスルーエ北西部にあるノイロイトとカールスルーエ中心部を結ぶ路面電車路線の新設が検討されるようになった。ノイロイトがカールスルーエ市に吸収される以前から同地域には延伸計画が存在したものの第一次世界大戦の影響で実現せず、その計画が事実上復活する形となった経緯を持つ。
当初は新規路線を建設する予定だったが、経由する開発地域の開発が予定より進まなかった事もあり、カールスルーエ市はドイツ連邦鉄道の非電化貨物線であったハルト線（Hardtbahn）を利用する事を提案した。これは、当時一部区間で貨物列車が設定されていたアルブタール交通の路線において路面電車車両が同じ線路を走行しているという前例に基づくものであった。当初ドイツ連邦鉄道側は難色を示したものの、交渉の末ノイロイトまでの区間の電化および折り返し用のループ線を含めた整備が決定した。そして1979年10月25日、「A号線」としてカールスルーエ市内中心部からノイロイトへ向かう系統の営業運転が開始された。この計画は利用客の増加という形で成功を収め、以降貨物線を転用する形で順次北部への延伸が進められた。

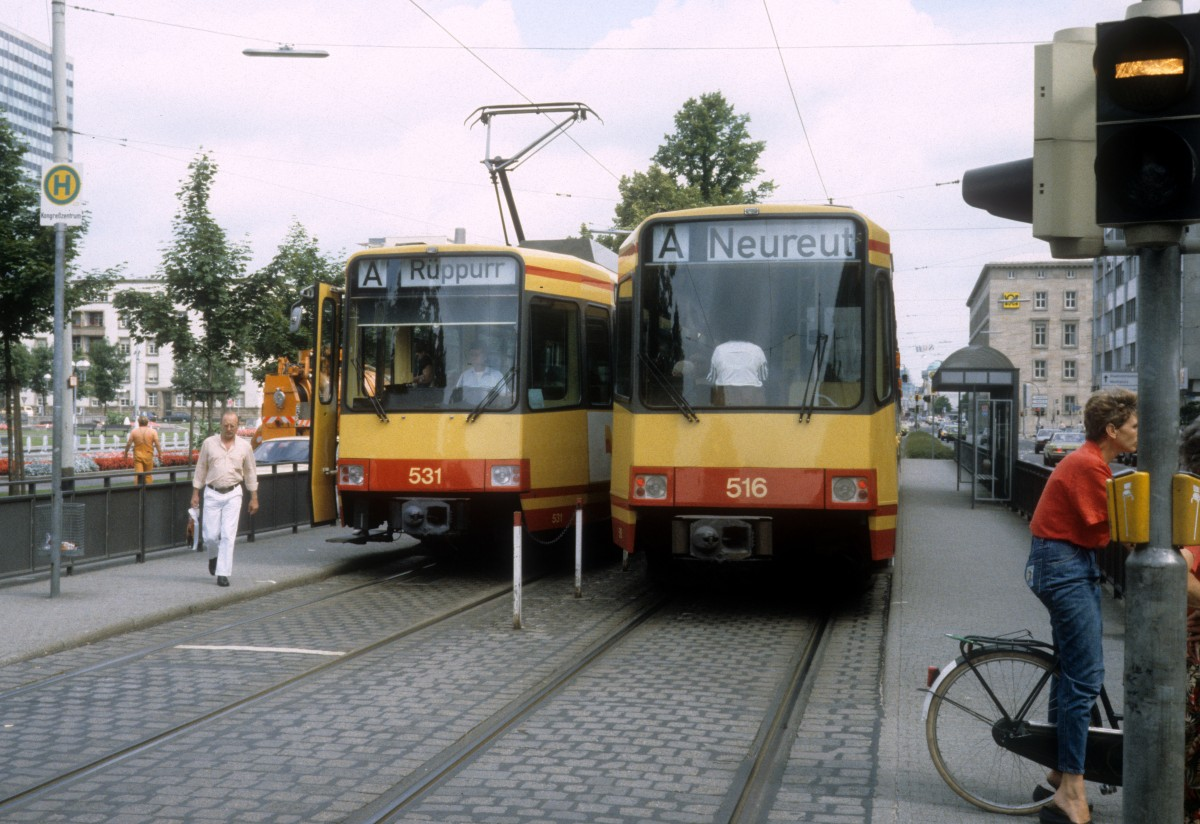
ノイロイト方面へ向かうA号線（1988年撮影）

### 「カールスルーエ・モデル」の誕生
1980年代、カールスルーエを中心に存在したドイツ連邦鉄道の路線網の利用客は減少の一途を辿っていた。その要因の1つとなったのが、ターミナル駅であるカールスルーエ中央駅が市内中心部から離れた場所に位置し、路面電車など他の公共交通機関への乗り換えが必要という利便性の難にあった。そのような状況の中で、当時の連邦研究省が資金提供を行った調査により、カールスルーエ市電の電車をドイツ連邦鉄道の路線へ直通する案が提示された。
この乗り入れの実現のためには、鉄道規格と路面電車規格双方への適合に加え、電圧が異なるドイツ連邦鉄道（交流 15,000 V）でも走行可能な交直流車両が求められていた。そこで1980年代後半以降、カールスルーエ市電の車両を用い、交直流車両の開発に向けた試験が実施された。一方、最初の系統については当初ヴェムト・アム・ライン方面への運行が検討されていたが、ドイツ連邦鉄道が列車本数の多さから難色を示したため、最終的にブレッテンへ向かう事となった。
そして、ドイツ連邦鉄道とカールスルーエ市電の連絡線やデッドセクションの設置、直通運転に適した交直流車両の導入を経て、1992年9月25日、後に「カールスルーエ・モデル」と呼ばれるトラムトレイン最初の路線となる「B号線」がカールスルーエ - ブレッテン間で営業運転を開始した。これにより両地域間の鉄道利用客は運行開始前の1日2,000人から8,000人以上に増加し、「カールスルーエ・モデル」の成功が実証された。
その後、1993年にカールスルーエ運輸協会（Karlsruher Verkehrsverbund、GmbH）が設立され、翌1994年に鉄道路線や路線バスといったカールスルーエ地域の公共交通機関が一括で管理されるようになった事で、1枚の乗車券でこれらの路線網の利用が可能となり、利便性が大幅に向上した。また、これに合わせて「A号線」は「S1号線」「S11号線」に、「B号線」は「S4号線」に名称を改めている。

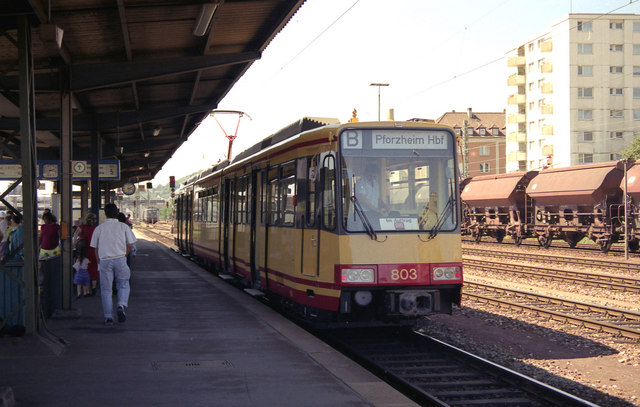
開通初期のトラムトレイン・B号線

### 「カールスルーエ・モデル」の拡大
利用客の大幅な増加という結果をもたらした「カールスルーエ・モデル」は拡大を続け、カールスルーエ運輸協会が本格的に始動した1994年にはバーデン＝バーデンやブルッフザール、ラシュタットなど各方面へ向かう系統が設定され、以降も更に新たな系統の設定、既存の系統の延伸が積極的に行われた。また、同年からはアルブタール交通やカールスルーエ市電を運営するカールスルーエ交通事業有限会社に加え、ドイツ連邦鉄道改めドイツ鉄道も「カールスルーエ・モデル」に適した車両を購入し、本格的に運用に参入するようになった。それに合わせて車両の増備も進み、車内に供食設備を備えた食堂車「レギオビストロ（Regio Bistro）」も登場している。

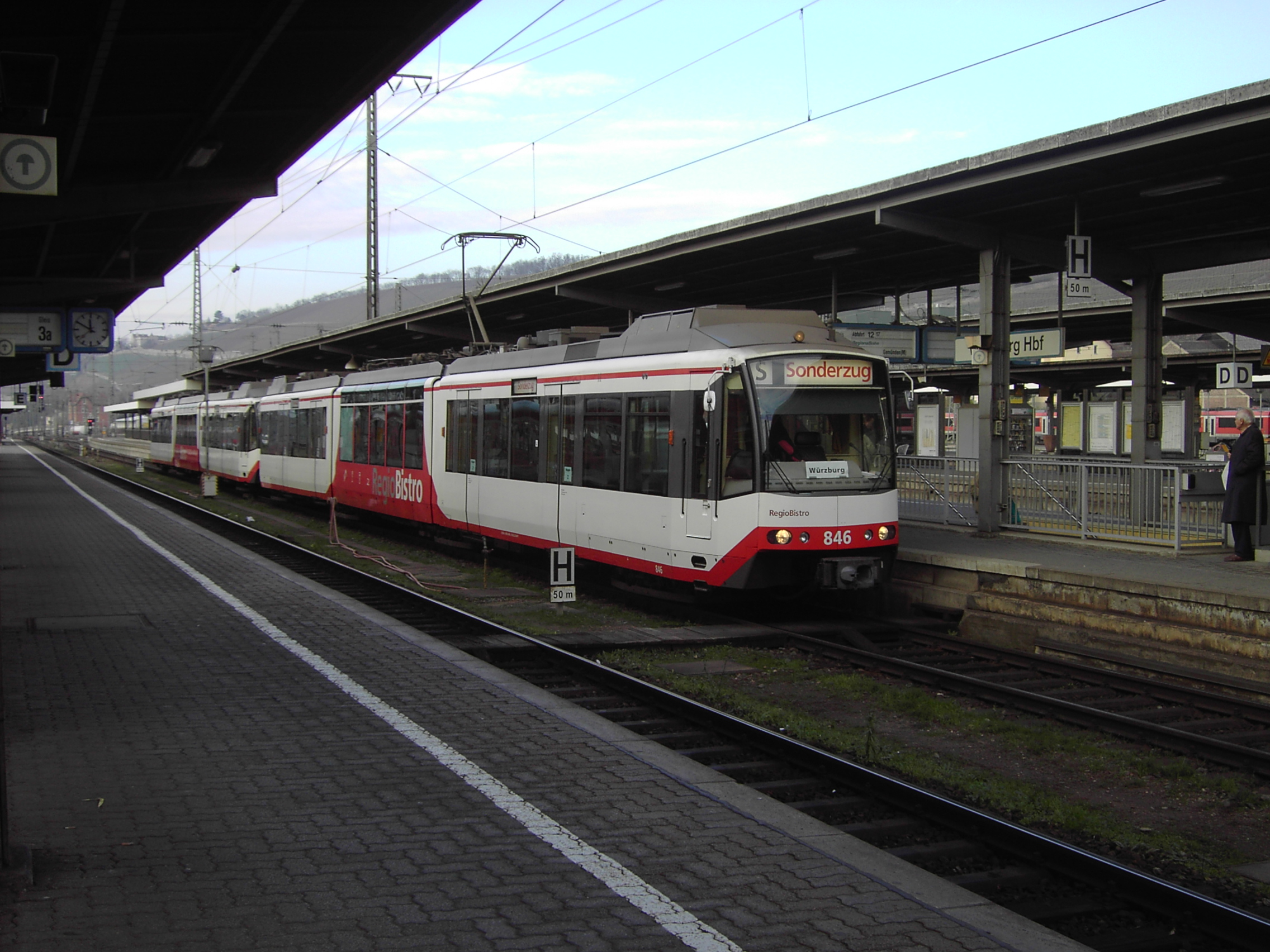
1990年代後半に登場した食堂車「レギオビストロ」（2006年撮影）

この規模の拡大の中で、「カールスルーエ・モデル」のトラムトレインが乗り入れた都市の中にはそこから都市中心部へ向けて新たな路面電車（併用軌道）を建設する事例も現れた。ヴェムト・アム・ライン（1997年開通）、バート・ヴィルトバート（2003年開通）がその例だが、中でもハイルブロンでは1999年にハイルブロン中央駅まで延伸されたシュタットバーン（S4号線）を2001年に市内中心部へ併用軌道を用いて延伸した後、2005年にはそこから再度鉄道線へ乗り入れエーリンゲンへの直通運転を開始した。更に2013年と2014年にも再度の延伸が行われている（ハイルブロン・シュタットバーンの項目も参照）。その一方でドイツ鉄道については2019年に「カールスルーエ・モデル」から撤退しており、車両はアルブタール交通へ譲渡されている。

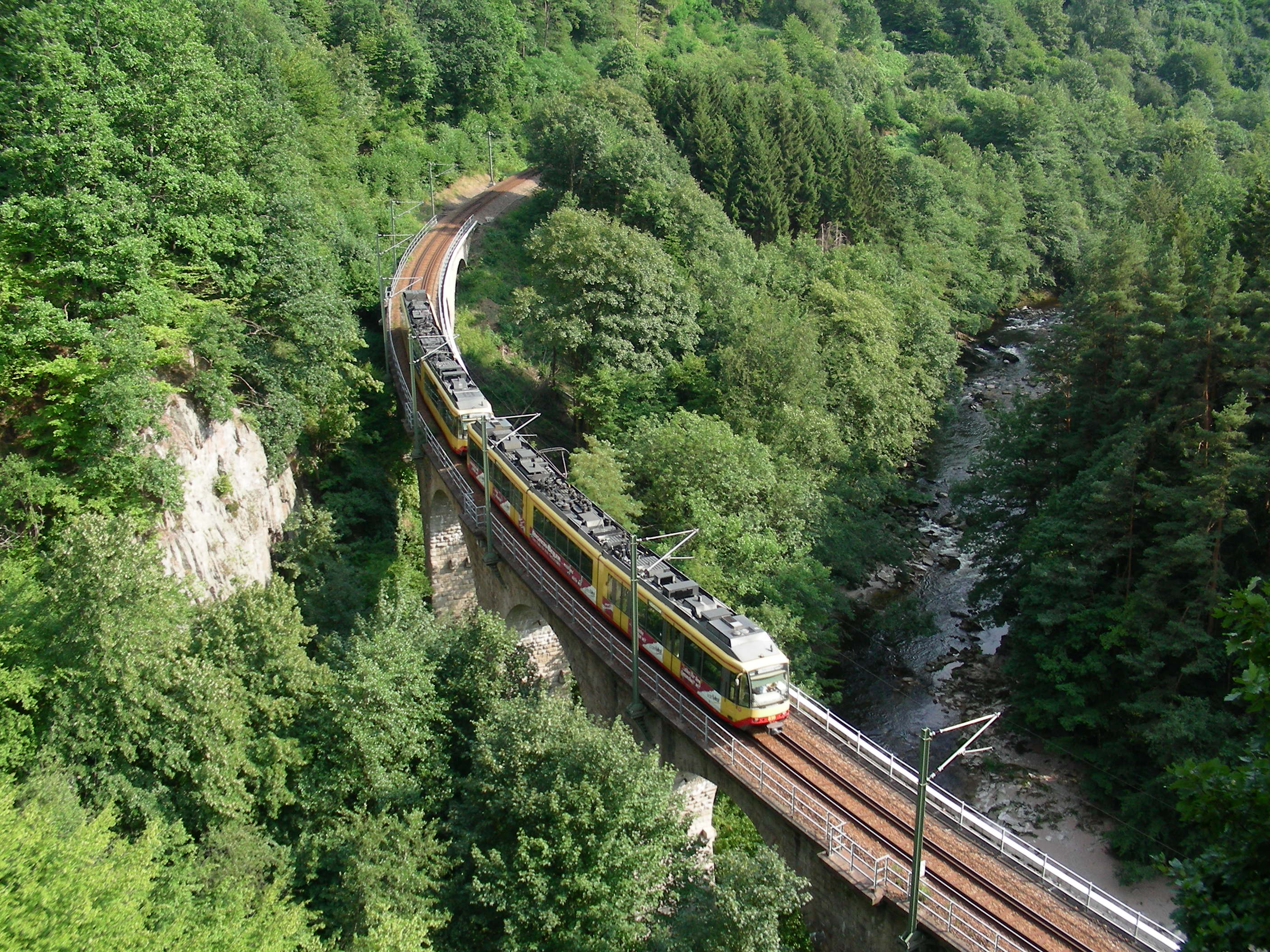
山岳地帯を走るトラムトレイン（2006年撮影）
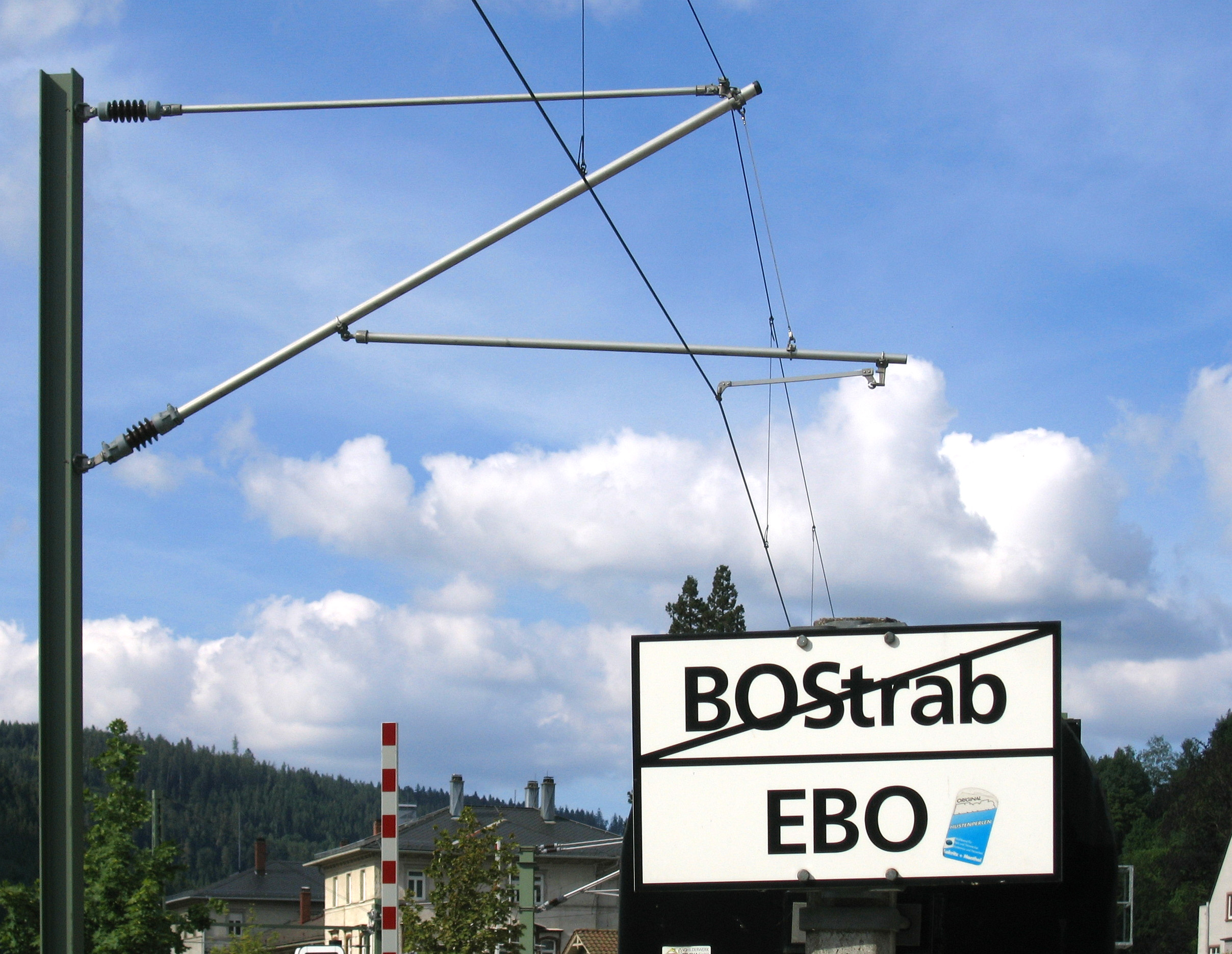
バート・ヴィルトバートに存在する路面電車規格と鉄道規格の切替箇所（2009年撮影）
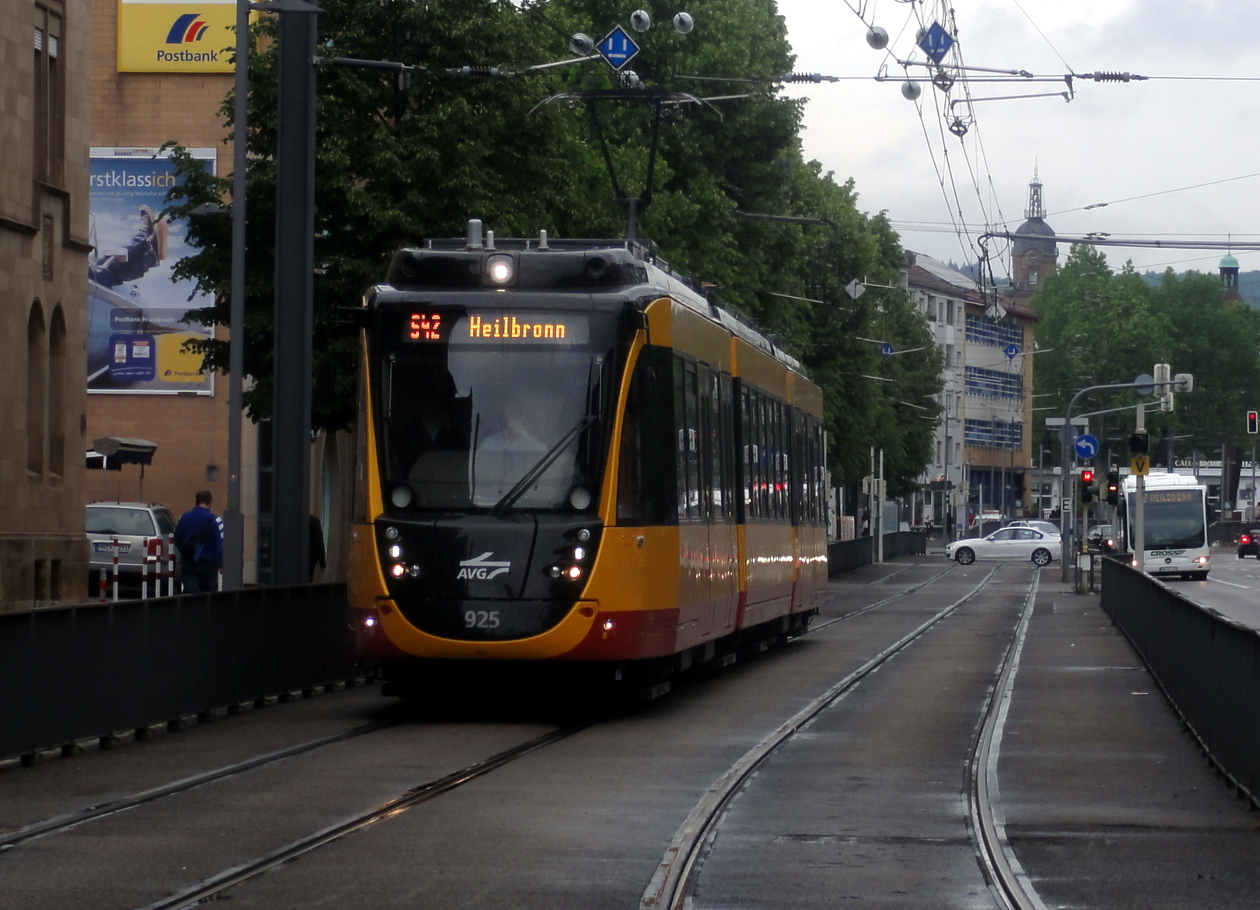
ハイルブロン市内へ直通するトラムトレイン（2014年撮影）
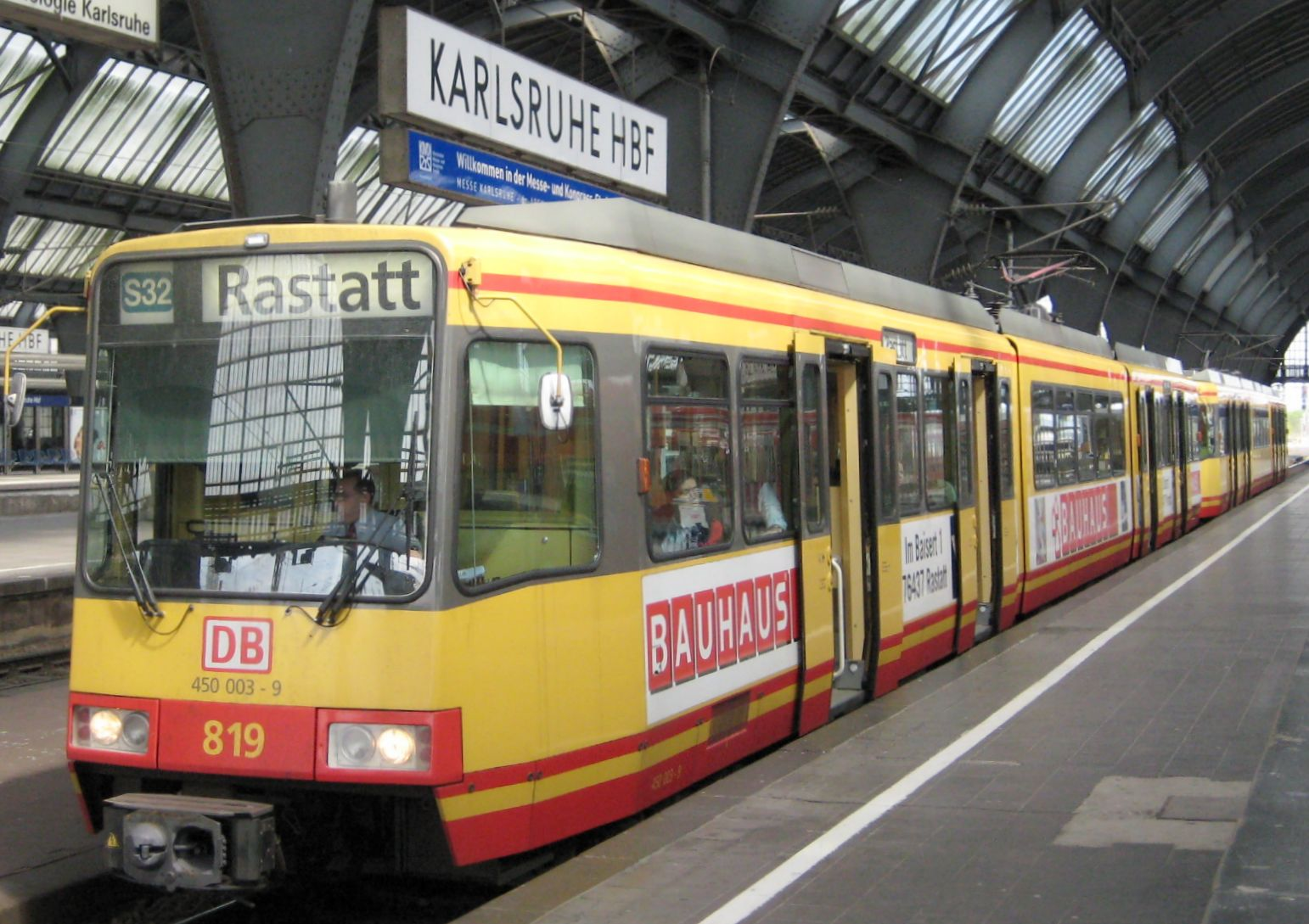
2019年まではドイツ鉄道もトラムトレインの運行に参加していた（2008年撮影）

### 大型車両への転換
路面電車と都市間鉄道の直通運転という利便性が評価された「カールスルーエ・モデル」であったが、その一方で路面電車規格に適合した車両は長距離輸送において収容力や快適性の面での問題点が指摘されていた。それらを解消し、各都市をより高速で結ぶことを目的に、2017年にカールスルーエ市と同市が属するバーデン＝ヴュルテンベルク州は、一連のシュタットバーンのうち、路面電車と直通運転を実施する系統についてはアルブタール交通やカールスルーエ交通事業が引き続き運行を実施する一方、一部の都市間系統については他の鉄道事業者が運営する事が決定した。
これに基づく入札の結果、2019年にドイツ鉄道の子会社であるDBレギオが運営権を獲得しており、2022年12月以降カールスルーエからハイルブロン（速達列車のみ）、アーハーン、フロイデンシュタット方面へ向かう一部の系統が、従来のトラムトレイン用車両から大型車両（コラディア・コンチネンタル）による運行へと切り替えられる事になっている。

## 系統
2022年10月の時点で、カールスルーエ・シュタットバーンは以下の系統で運行されている。そのうち一部の系統に関しては複数の駅を通過する急行運転が行われている他、「スプリンター(Sprinter)」とも呼ばれる更に停車駅を減らした列車が設定されている系統も存在する。運営にはアルブタール交通やカールスルーエ交通事業に加え、ハイルブロンへ直通するS4・S41・S42号線にはハイルブロン市が所有するシュタットベルケ・ハイルブロンも参加している。
| 系統番号 | 起点                             | 終点                             | 備考                                                                  |
| -------- | -------------------------------- | -------------------------------- | --------------------------------------------------------------------- |
| S1       | Bad Herrenalb                    | Hochstetten                      |                                                                       |
| S2       | Spöck Richard-Hecht-Schule       | Knielingen Rheinbergstraße       | 一部列車は急行運転を実施                                              |
| S4       | Karlsruhe Albtalbahnhof          | Öhringen-Cappel                  | ハイルブロン市内へ乗り入れ 一部列車は急行・「スプリンター」運転を実施 |
| S5       | Wörth (Rhein) Badepark           | Pforzheim Hbf                    | 急行・「スプリンター」運転を実施                                      |
| S6       | Pforzheim Hbf                    | Bad Wildbad Kurpark              |                                                                       |
| S7       | Karlsruhe Tullastraße/vbk        | Achern                           |                                                                       |
| S8       | Bondorf (b. Herrenberg)          | KA Tullastraße/Alter Schlachthof |                                                                       |
| S11      | Hochstetten                      | Ettlingen Albgaubad              |                                                                       |
| S12      | Karlsruhe Rheinhafen             | Ittersbach Rathaus               | 急行運転を実施                                                        |
| S31      | Bad Herrenalb Bahnhof            | Odenheim                         | 一部列車は急行運転を実施                                              |
| S32      | Bad Herrenalb Bahnhof            | Menzingen (baden)                | 一部列車は急行運転を実施                                              |
| S34      | Bruchsal                         | Bretten                          |                                                                       |
| S41      | Heilbronn Harmonie               | Bad Friedrichshall Hbf           | ハイルブロン市内へ乗り入れ                                            |
| S42      | Heilbronn Hbf/willy-Brandt-Platz | Bad Friedrichshall Hbf           | ハイルブロン市内へ乗り入れ                                            |
| S51      | Germersheim                      | Berghausen (baden)               | 一部列車は急行運転を実施                                              |
| S52      | Marktplatz (pyramide U)          | Germersheim                      | 急行運転を実施                                                        |
| S71      | Karlsruhe Hauptbahnhof           | Achern                           |                                                                       |
| S81      | Karlsruhe Hauptbahnhof           | Bondorf (b. herrenberg)          | 急行運転を実施                                                        |

## 車両
カールスルーエ・シュタットバーンの路線網で使用される車両は、ドイツにおける路面電車規格（BOStrab）と鉄道規格（EBO）双方に適応している。また、それに加えてドイツ鉄道の路線に乗り入れる車両については直流・交流双方への対応、乗降扉付近のステップによる車幅の差の解消、路面電車・鉄道双方の線路に対応した台車の設計など規格が大幅に異なる路線への直通に適した構造が採用されている。一方で路面電車規格に合わせた軽量構造の車体のため鉄道線の車両と比べ強度が低いが、併用軌道走行時の緊急時に備えた高い制動性能でそれを補っている。

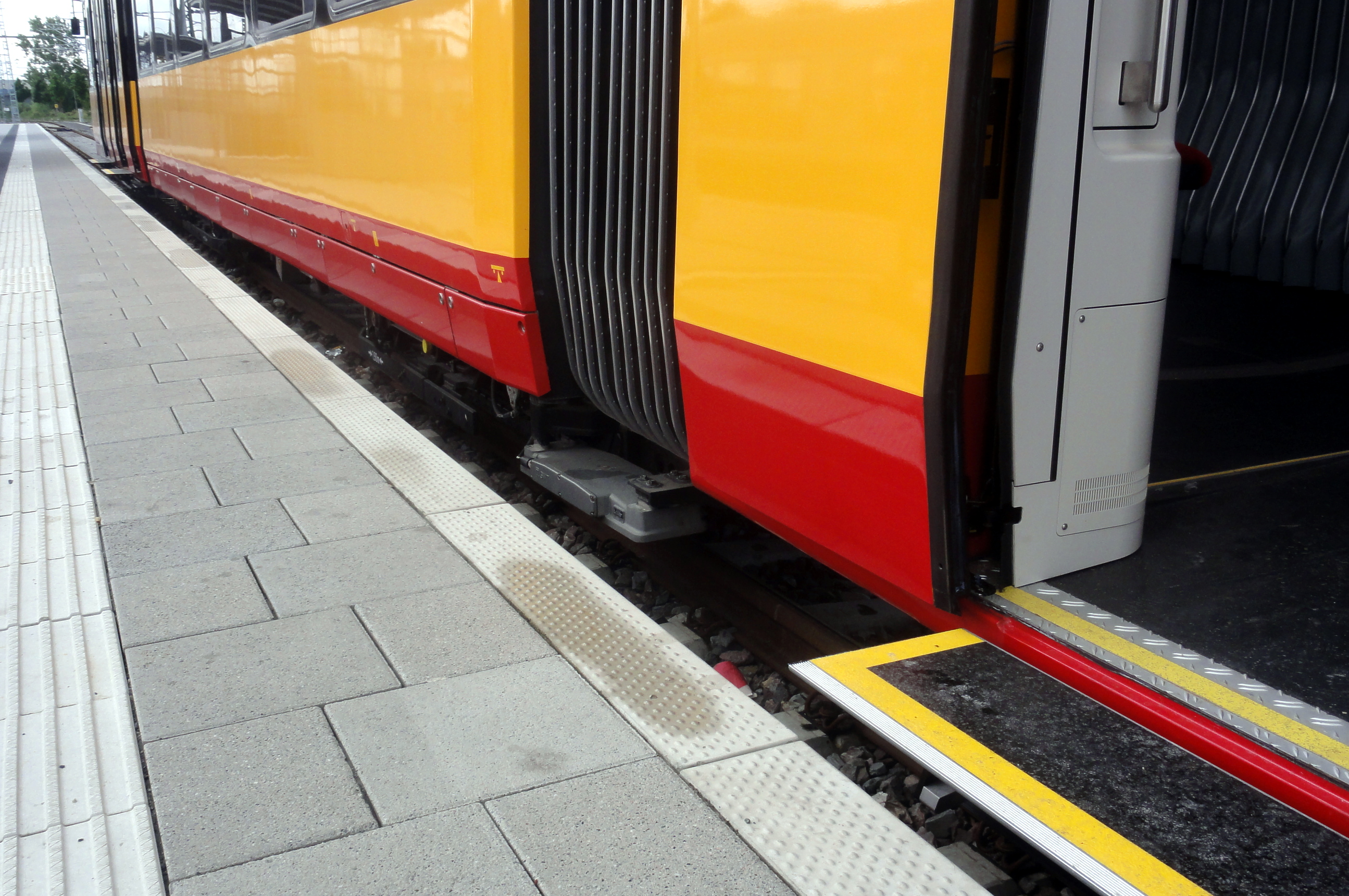
トラムトレイン用車両は鉄道線の駅では乗降用ステップを展開する

2020年10月現在、カールスルーエ・シュタットバーンで使用されている車両形式は以下の通り。ドイツ鉄道に乗り入れるトラムトレイン向け車両は車体両側に乗降扉が存在する両運転台車両、S1・S2・S11・S12号線で使用されるカールスルーエ市電からの直通車両は車体右側にのみ乗降扉が設置されている片運転台車両である。これらに加え、各鉄道事業者との共同発注プロジェクト「VDVトラムトレイン」に基づき、2020年代以降トラムトレイン用にシュタッドラー・レール製のトラムリンクが導入される事になっている。

片運転台車両（カールスルーエ市電用車両）
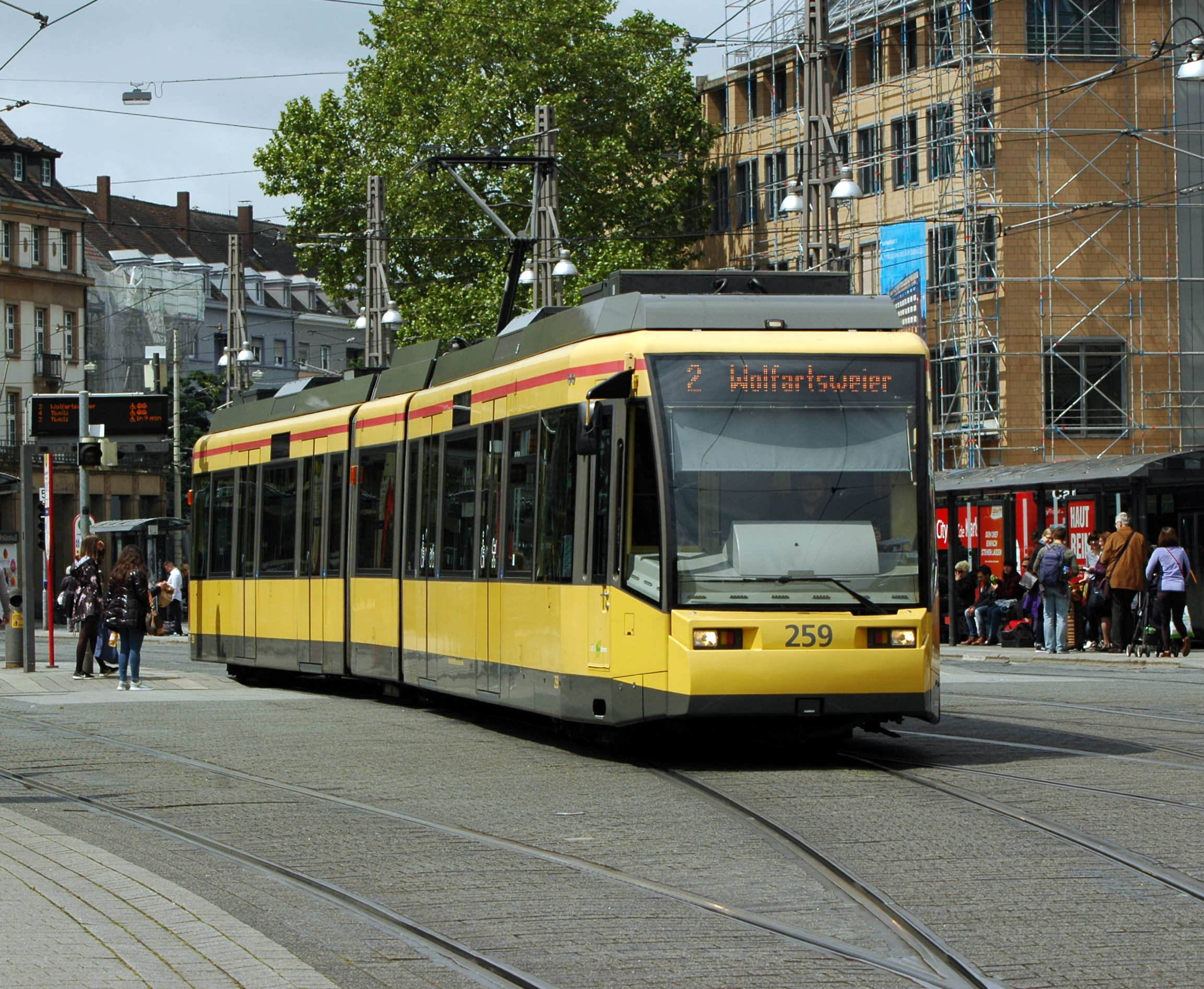
GT6-70D/N カールスルーエ市電初の超低床電車、3車体連接車、S2号線で使用
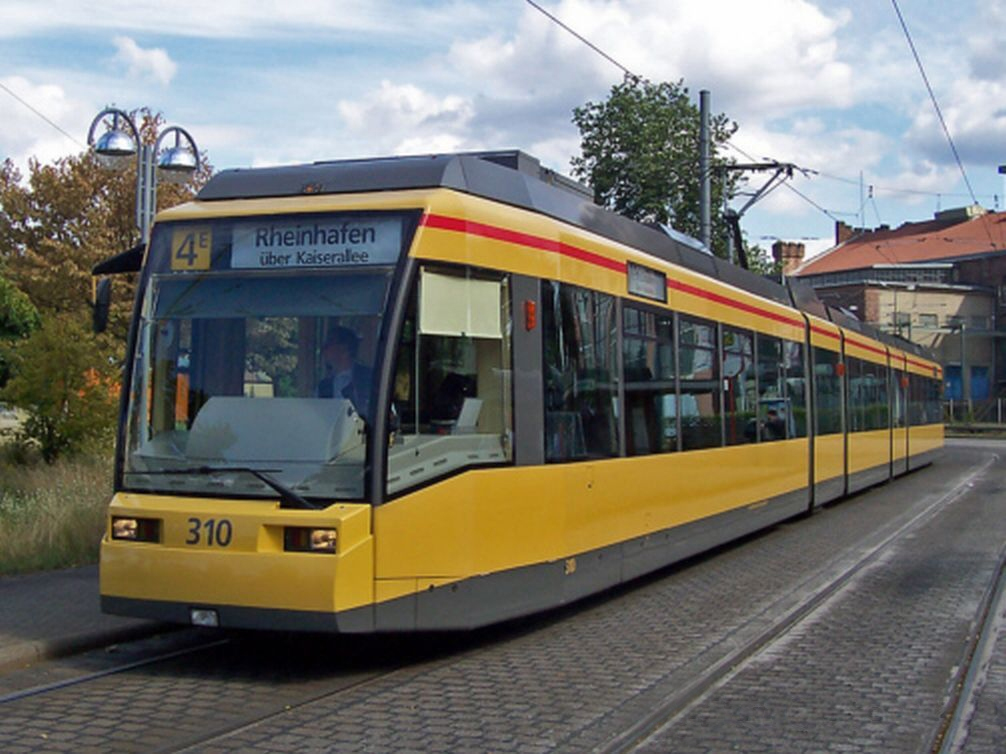
GT8-70D/N GT6-70D/Nと同型の5車体連接車、S2号線で使用
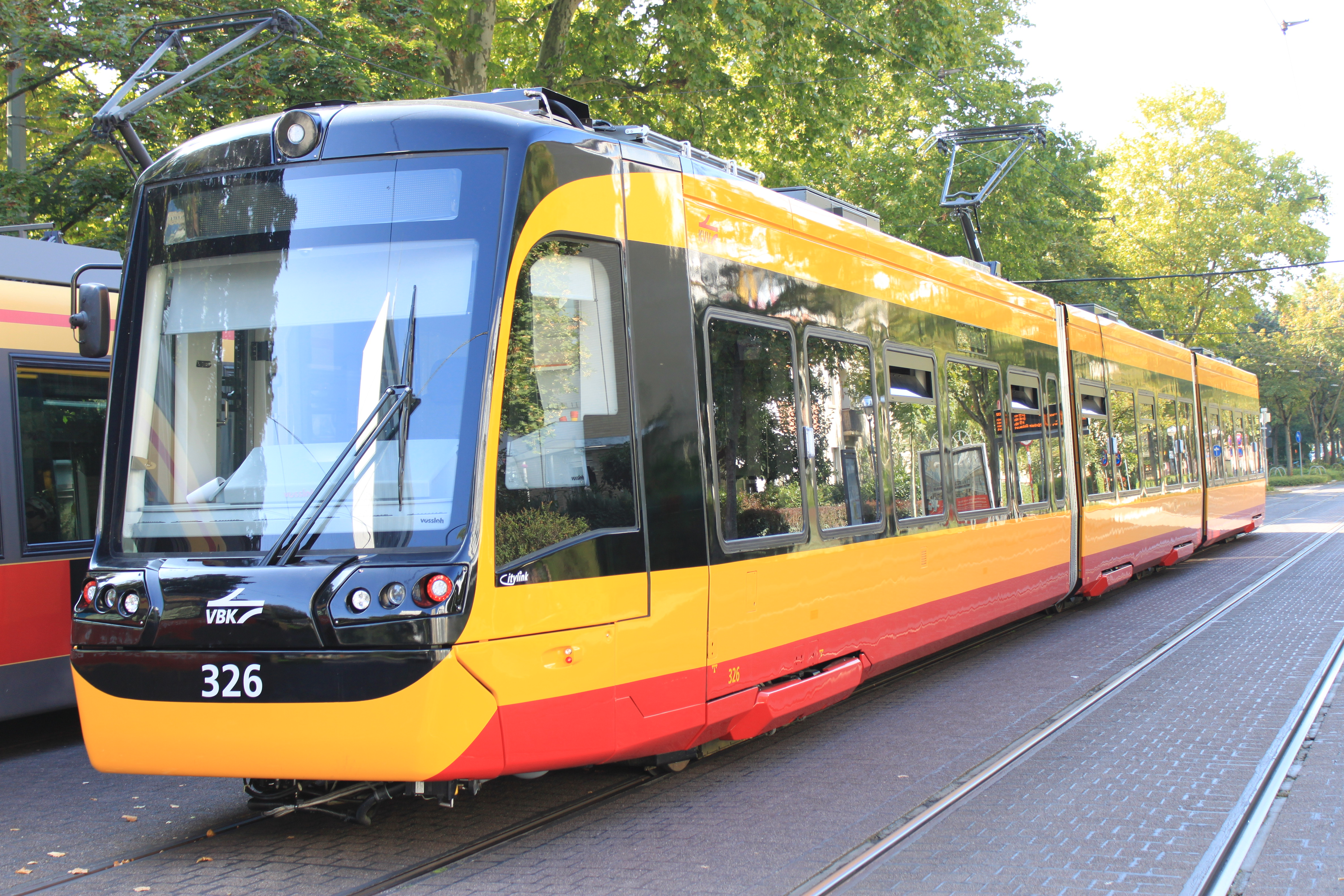
NET 2012 シュタッドラー・レールが展開するトラムリンク、3車体連接車、S1・S11・S12号線で使用

両運転台車両（トラムトレイン用車両）
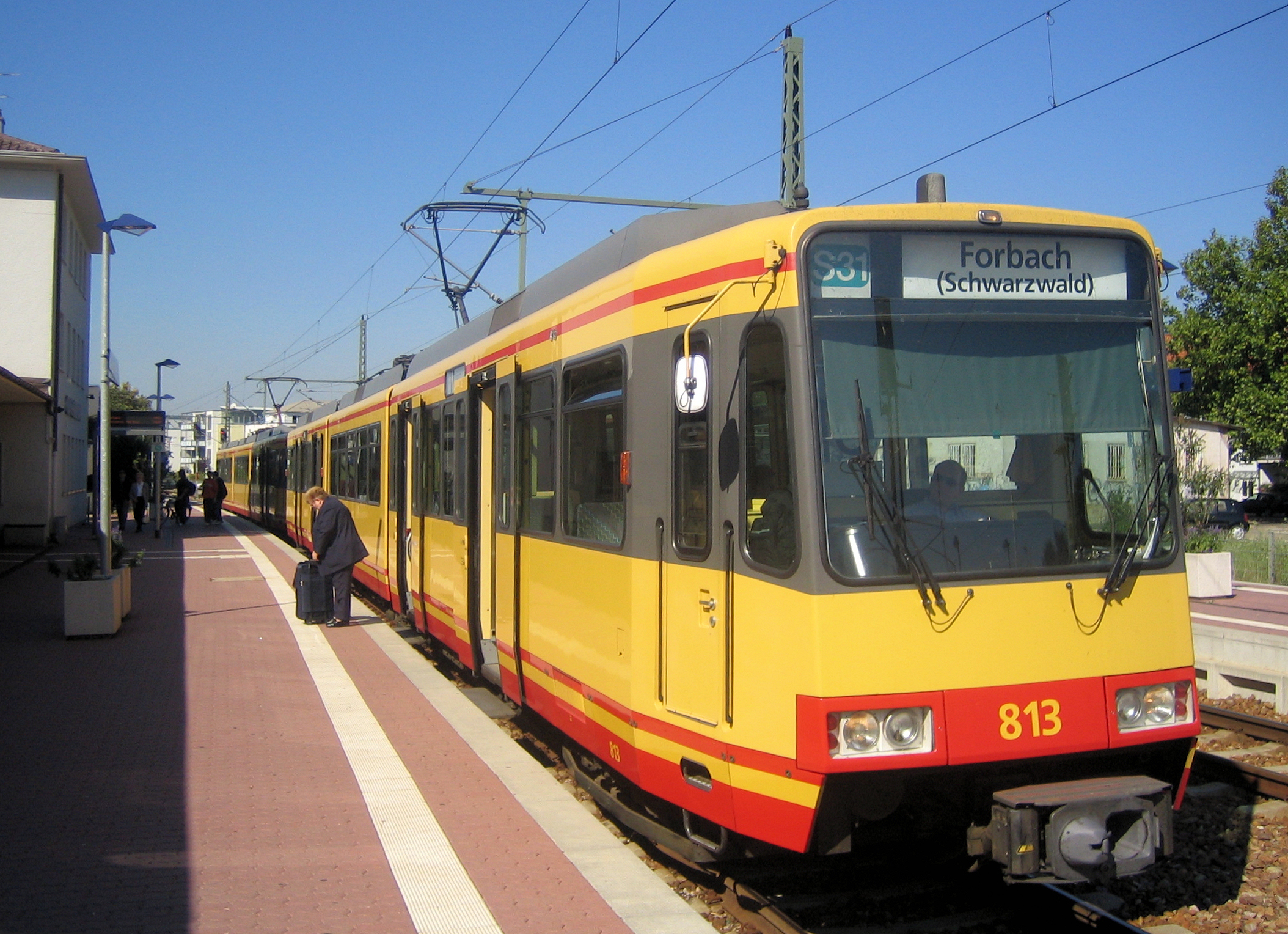
GT8-100C/2S トラムトレインの運行開始時に導入された両運転台式3車体連接車
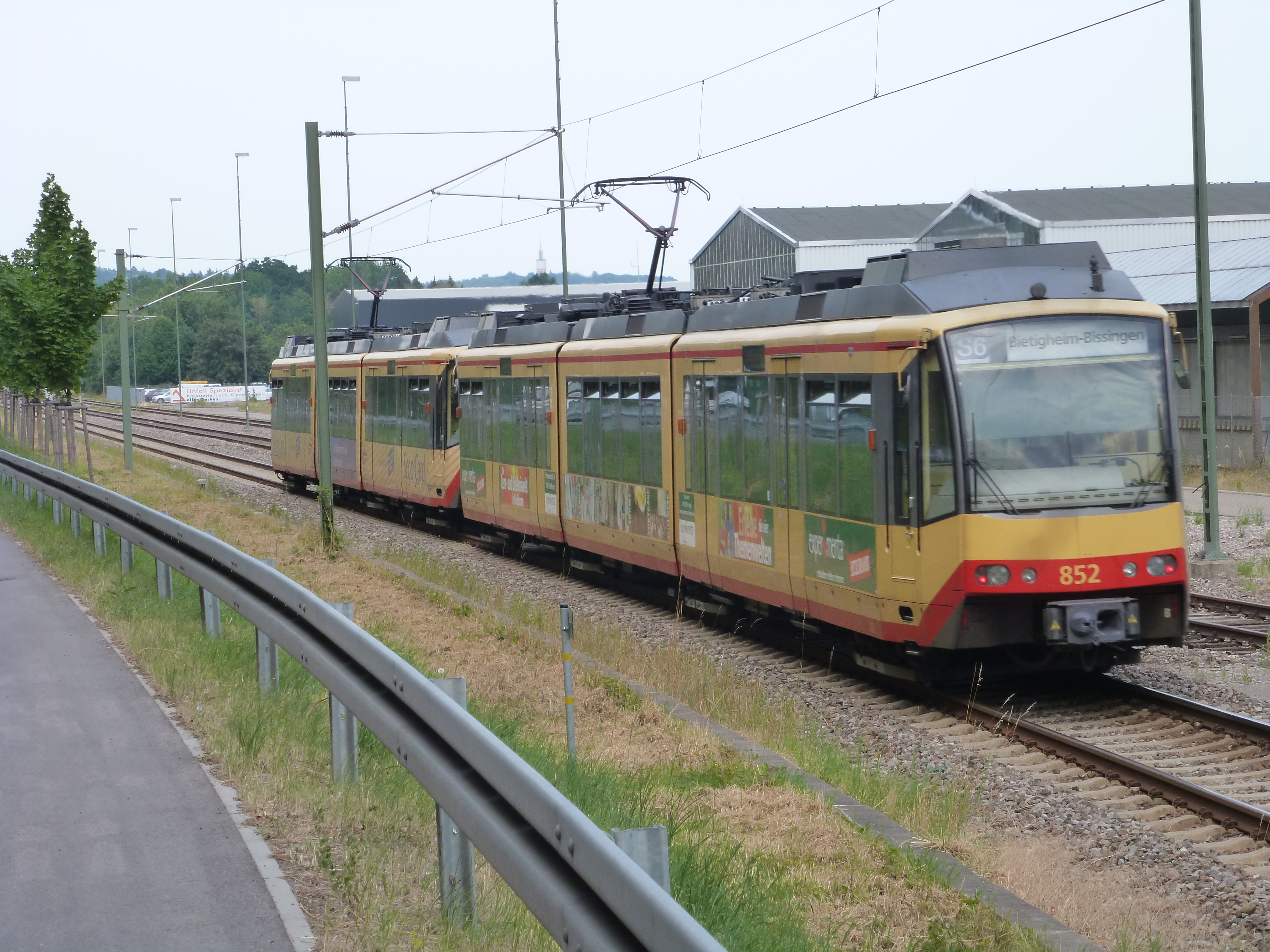
GT8-100D/2S-M 低床化やVVVFインバータ制御を採用したトラムトレイン用の増備車両
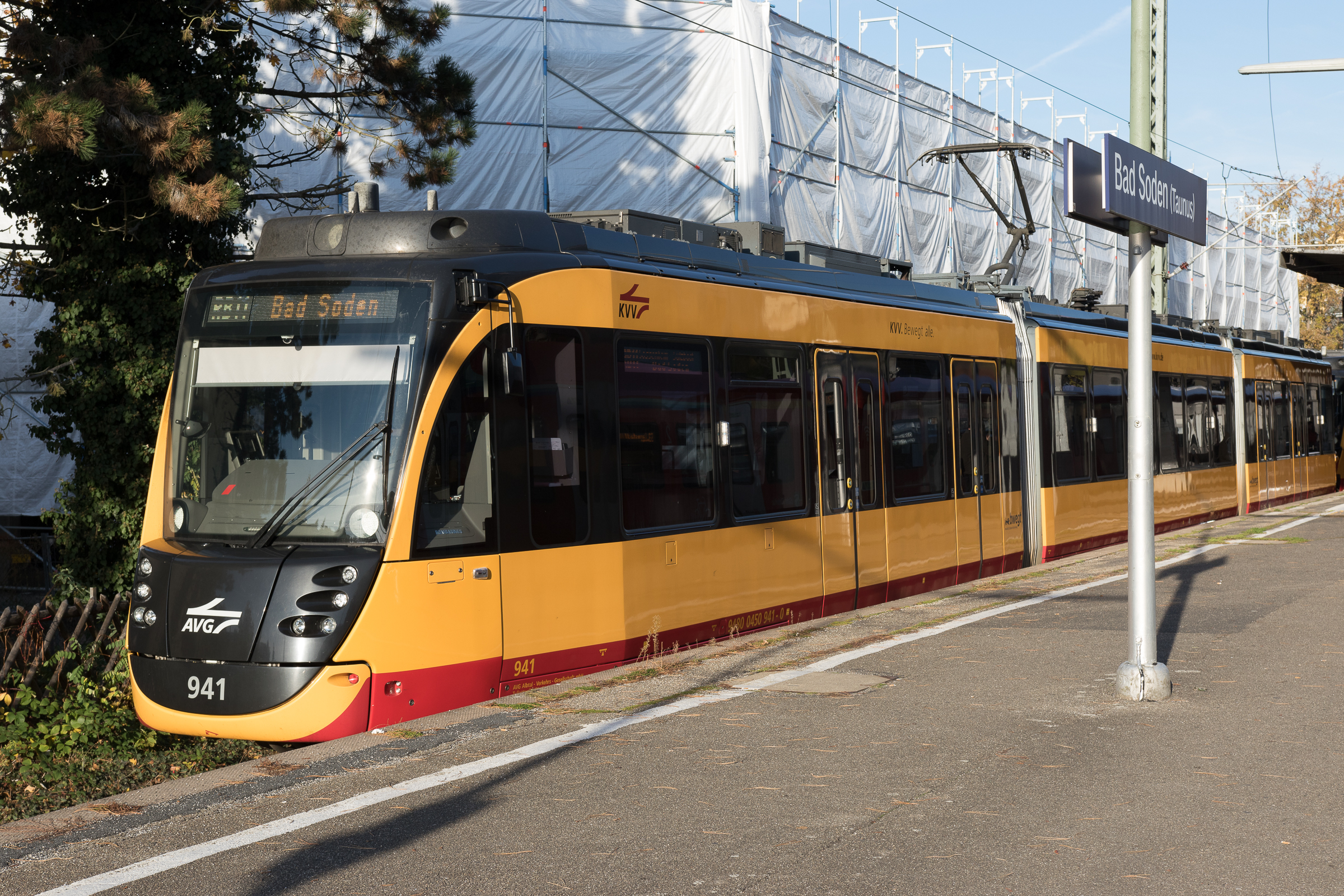
ET 2010 2011年以降増備されたボンバルディア・トランスポーテーション製のトラムトレイン用車両